# 金城乡 (博爱县)
金城乡，是中华人民共和国河南省焦作市博爱县下辖的一个乡镇级行政单位。

## 行政区划
金城乡下辖以下地区：
西金城村、东马营村、北里村、西碑村、钟庄村、东碑村、王保村、南庄村、南邱村、东邱村、西邱村、禹庄村、史庄村、东金城村、西马营村、张茹集村、西良仕村、秦庄村、东良仕村、西张茹村、南里村、白马沟村、南张茹村、武阁寨村、张武村、刘村、薛村和韩庄村。